# Yeşilova, Karesi
Yeşilova là một xã thuộc huyện Karesi, tỉnh Balıkesir, Thổ Nhĩ Kỳ. Dân số thời điểm năm 2010 là 211 người.